# Le Ghetto Experimental
|  | Denne artikel er oprettet af botten PalnaBot ud fra en ekstern database. Den kan derfor have sproglige fejl eller mangler. Denne skabelon kan fjernes efter kontrol af indholdet. |

Le Ghetto Experimental er en film instrueret af Adam Schmedes.

## Handling
Blandet fiktion/dokumentar. Dønningerne fra 68 på EXPERIMENTAL UNI.VINCENNES i Paris.